# 刘路
刘路（1989年4月2日—），笔名刘嘉忆，辽宁大连人，毕业于湖南省长沙市中南大学数学科学与计算技术学院，是中南大学教授级研究员。

## 生平
刘父在国有企业后勤部门工作，母亲是一家企业的工程师，良好的家庭环境培养了他对理工科尤其是数学的热爱。他说：“如果要说我与同龄人有什么不同之处的话，那就是我对数学的特别关注。”，“上初中时，一些同学还在为数学教科书上的习题抓耳挠腮时，我就开始自学数论了。”
2008年，刘路考入了中南大学数学科学与计算技术学院。据媒体描述，在学校里，他每天进出入图书馆，每日在寝室阅读从图书馆借的全英文数学书籍，一直读到深夜。大二，刘路开始研究数理逻辑。
2010年，刘路证明了英国数理逻辑学者大衛·西塔潘提出的西塔潘猜想。2012年，中南大学颁发给刘路100万元的奖励，其中50万元用于改善科研条件，50万元用于改善生活条件。

## 荣誉
刘路被提名2012年“影响世界华人盛典希望之星”。

## 评价
国际逻辑学知名专家、芝加哥大学数学系教授邓尼斯·汉斯杰弗德（Denis Hirschfeldt）写信评价他：“我是过去众多研究该问题而无果者之一，看到这一问题的最终解决感到非常高兴。”“请接受我对你令人赞叹的惊奇的成果的祝贺！”芝加哥大学数学系博士生达米尔·扎法洛夫（Damir Dzhafarov）：“这是一个重要的结果，过去20多年许多著名科研工作者在这方面进行努力。该问题的研究促进了反推数学和计算性理论方面的研究。”